# 1927 na literatura

## Eventos
- Fundada em Minas Gerais a revista modernista Verde.
- Fundada em São Paulo a revista modernista Terra Roxa e Outras Terras.
- Publicado na França o último volume de Em Busca do Tempo Perdido: O Tempo Reencontrado.

## Publicações

### Infanto-juvenil
- Monteiro Lobato - Aventuras de Hans Staden

### Romance
- Mário de Andrade - Amar, Verbo Intransitivo
- Agatha Christie - The Big Four
- Oswald de Andrade - Estrela de Absinto
- Virginia Woolf - Rumo ao Farol
- William Faulkner - Mosquitoes
- Franz Kafka - Amerika
- Marcel Proust - O Tempo Reencontrado, de Em Busca do Tempo Perdido
- Upton Sinclair - Petróleo!

### Conto e Crônica
- Antônio de Alcântara Machado - Brás, Bexiga e Barra Funda
- Arthur Conan Doyle - Histórias de Sherlock Holmes

### Poesia
- Mário de Andrade - Clã do Jabuti
- Oswald de Andrade - Primeiro Caderno do Aluno de Poesia Oswald de Andrade
- James Joyce - Pomas, um Tostão Cada

### Teatro
- E. E. Cummings - HIM

### Não-ficção
- Martin Heidegger - Ser e Tempo
- Sigmund Freud - O Futuro de uma Ilusão

## Nascimentos
| Data            | Nome                   | Profissão                                          | Nacionalidade | Observações | Ref |
| --------------- | ---------------------- | -------------------------------------------------- | ------------- | ----------- | --- |
| 14 de fevereiro | José Valente           | historiador, poeta, trovador, jornalista, escritor | Brasil        | m. 2008     |     |
| 24 de fevereiro | David Mourão-Ferreira  | poeta                                              | Portugal      | m. 1996     |     |
| 6 de março      | Gabriel García Márquez | escritor jornalista, editor e ativista político    | Colômbia      |             |     |
| 28 de Março     | Marianne Fredriksson   | escritora                                          | Suécia        | m. 2007     |     |
| 16 de junho     | Ariano Suassuna        | dramaturgo, romancista, ensaísta e poeta           | Brasil        | m. 2014     |     |
| 17 de junho     | Maria Wallenstein      | atriz e tradutora                                  | Portugal      | m. 2007     |     |
| 20 de Agosto    | Décio Pignatari        | escritor e professor                               | Brasil        |             |     |
| 16 de Outubro   | Günter Grass           | intelectual e escritor                             | Alemanha      |             |     |
| 28 de Dezembro  | Simon Raven            | escritor                                           | Reino Unido   | m. 2001     |     |

## Mortes
| Data           | Nome       | Profissão                     | Nacionalidade | Observações | Ref |
| -------------- | ---------- | ----------------------------- | ------------- | ----------- | --- |
| 12 de Março    | Léon Denis | estudioso e escritor espírita | França        | n. 1846     |     |
| 19 de Setembro | Hugo Ball  | poeta e escritor              | Alemanha      | n. 1886     |     |

## Premiações
- Prêmio Nobel de Literatura - Henri Bergson